# Overground live
Overground Live è il secondo album dal vivo dei 24 Grana, pubblicato nel 2002.

## Tracce
1. Stai-mai-ccà (remix)
2. 'E kose ka spakkano
3. Kanzone doce
4. La costanza
5. Tarantolata
6. Nun me movo mai
7. Le abitudini
8. La pena
9. Kanzone su un detenuto politico
10. Epitaph
11. Pikkola kanzone per k
12. Kanzone su Londra
13. Kanzone del pisello
14. Kevlar
15. Vesto sempre uguale
16. Rappresento
17. Stai-mai-ccà